# Handball-DDR-Oberliga (Männer) 1974/75
Mit der Handball-DDR-Oberliga 1974/75 wurde in der genannten Saison der Meister der DDR im Hallenhandball ermittelt.

## Saisonverlauf
Der Spielmodus wurde erneut verändert. Nach einer normalen Doppelrunde (18 Spieltage) wurde die Liga zweigeteilt. Die ersten fünf spielten eine weitere Doppelrunde untereinander um die Meisterschaft, ebenso die unteren fünf Mannschaften gegen den Abstieg. Dadurch hat der Sechste eine höhere Punktzahl als die beiden davor platzierten Mannschaften. Die Saison begann im Mai 1974 und wurde im Februar 1975 beendet. Durch die Übernahme der Handballsektion des SC DHfK Leipzig durch den SC Leipzig und  konnten sich in dieser Saison drei von vier Mannschaften in der Relegationsrunde für die neue Oberligasaison qualifizieren. Der Mannschaft von Motor Eisenach blieb dadurch der Abstieg erspart. Der ASK Vorwärts Frankfurt konnte seinen Vorjahrestitel erfolgreich verteidigen.

## Abschlusstabelle
| Pl.                 | Mannschaft                 | Sp | S  | U | N  | Tore    | Punkte |
| Meisterschaftsrunde |                            |    |    |   |    |         |        |
| 1                   | ASK Vorwärts Frankfurt (M) | 26 | 17 | 3 | 6  | 519:476 | 37:15  |
| 2                   | SC Magdeburg               | 26 | 17 | 2 | 7  | 580:526 | 36:16  |
| 3                   | SC Leipzig                 | 26 | 13 | 3 | 10 | 464:461 | 29:23  |
| 4                   | BSG Wismut Aue             | 26 | 11 | 2 | 13 | 492:513 | 24:28  |
| 5                   | SC Empor Rostock           | 26 | 11 | 1 | 14 | 518:502 | 23:29  |
| Abstiegsrunde       |                            |    |    |   |    |         |        |
| 6                   | SC Dynamo Berlin           | 26 | 12 | 4 | 10 | 444:438 | 28:24  |
| 7                   | SC DHfK Leipzig            | 26 | 8  | 6 | 12 | 487:502 | 22:30  |
| 8                   | BSG Post Schwerin          | 26 | 9  | 4 | 13 | 409:438 | 22:30  |
| 9                   | BSG ZAB Dessau             | 26 | 8  | 5 | 13 | 455:484 | 21:31  |
| 10                  | BSG Motor Eisenach         | 26 | 7  | 4 | 15 | 474:503 | 18:34  |

Erläuterungen:
1. ↑  nach der Saison in den SC Leipzig integriert

## Meistermannschaft
| ASK Vorwärts Frankfurt |
| Wolfgang Pötzsch, Schürer (Tor) – Beyer, Engel, Friedrich, Dietrich Gläsmann, Rolf Meier, Joachim Pietzsch (Kapitän), Josef Rose, Dietmar Schmidt, Wilfried Weber, Wolfgang Wolter Trainer: Hans Haberhauffe |

## Statistik
Im Rahmen der Haupt- und der Platzierungsrunden wurden insgesamt 130 Spiele ausgetragen, in denen 4.841 Tore erzielt wurden. Die torreichste Begegnung fand am zehnten Spieltag mit dem 30:23-Sieg des ASK Vorwärts Frankfurt über den SC Magdeburg statt. Den höchsten Sieg erzielte ebenfalls der ASK Vorwärts mit dem 26:12-Heimsieg über Wismut Aue. Torschützenkönig wurde der Nationalspieler Axel Kählert vom SC DHfK Leipzig mit 210 Treffern.

## Relegationsrunde
Aus der Relegationsrunde qualifizierten sich drei Mannschaften für die folgende Oberliga-Saison, da durch die Fusion der beiden Leipziger Oberligisten ein Startplatz frei wurde. Lediglich Chemie Premnitz verpasste den Sprung in die höchste Liga. Die Premnitzer waren in der DDR-Liga-Staffel Nord Zweiter hinter der nicht aufstiegsberechtigten Zweitvertretung des ASK Vorwärts Frankfurt geworden.
| Pl. | Mannschaft               | Sp | S | U | N | Tore    | Punkte |
| 1   | BSG ZAB Dessau           | 6  | 4 | 1 | 1 | 129:111 | 9:03   |
| 2   | BSG Motor Eisenach       | 6  | 4 | 0 | 2 | 122:115 | 8:04   |
| 3   | SG Dynamo Halle-Neustadt | 6  | 3 | 1 | 2 | 107:117 | 7:05   |
| 4   | Chemie Premnitz          | 6  | 0 | 0 | 6 | 102:117 | 0:12   |